# Барсовская культура
Барсовская культура — археологическая культура позднего этапа бронзового века в Сургутском Приобье.

## Описание
Большинство поселений барсовской культуры расположены на Барсовой горе. Глиняная посуда плоскодонная, в форме горшков, банок, реже — чаш. Для внешней орнаментации посуды использовались разнообразные штампы: гребенчатый, мелкоструйный, крестовый, рамчатый, штампы в виде уточки, птички, пальцевые защипы. Основу хозяйства носителей барсовской культуры составляли охота и рыболовство. В конце 1-го тысячелетия до н. э. на территории Сургутского Приобья появились носители атлымской культуры, с которыми барсовское население вступило в контакты.